# Kirche von Hagby (Småland)

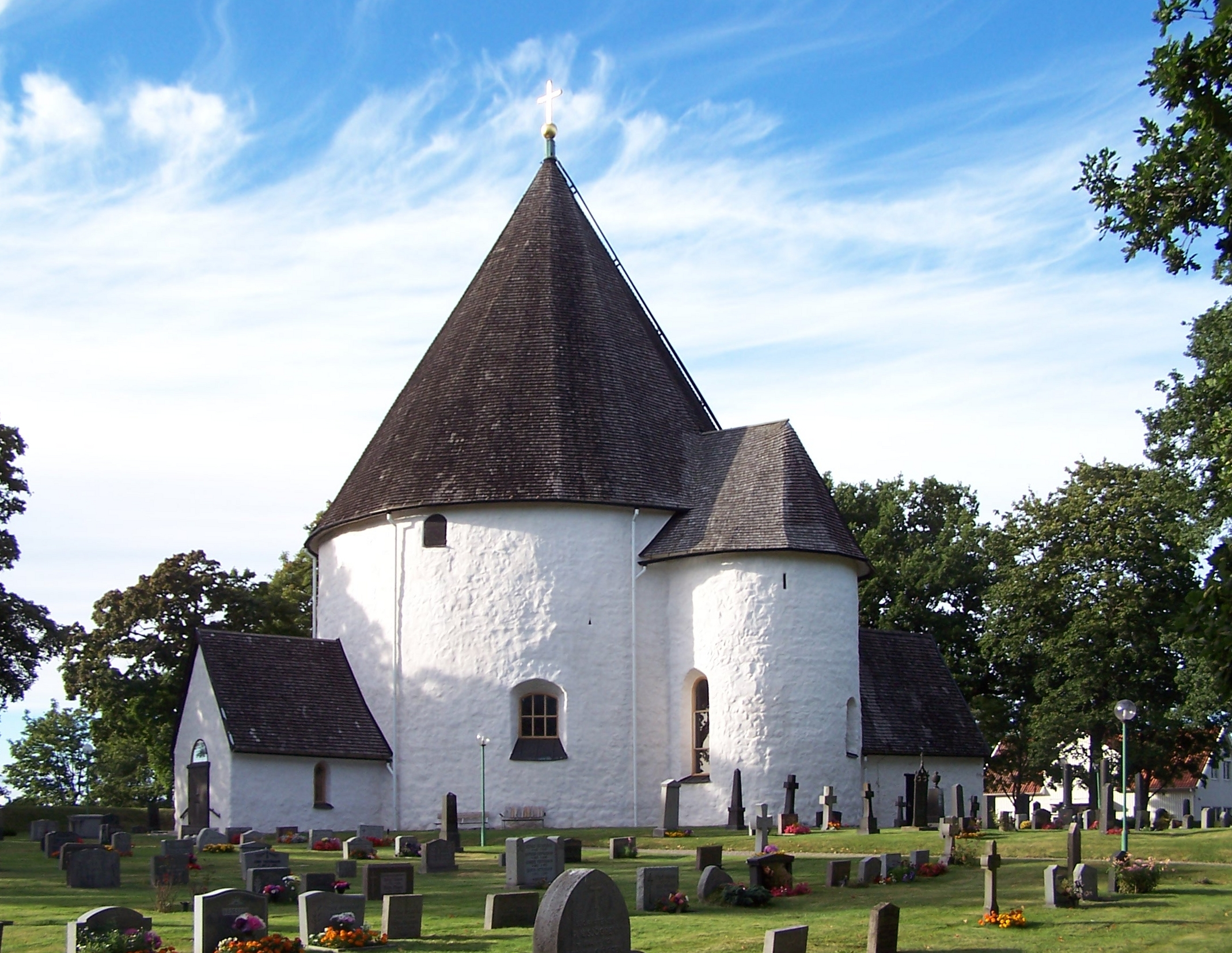
Kirche von Hagby.

Die Kirche von Hagby (schwedisch Hagby kyrka) ist eine Rundkirche in der Ortschaft Hagby in der schwedischen Landschaft Småland. Sie zählt zu den acht heute noch erhaltenen schwedischen Rundkirchen und gehört zum Bistum Växjö der Schwedischen Kirche. Die ältesten Teile der Kirche stammen vom Ende des 12. Jahrhunderts.